# Adolfbukta

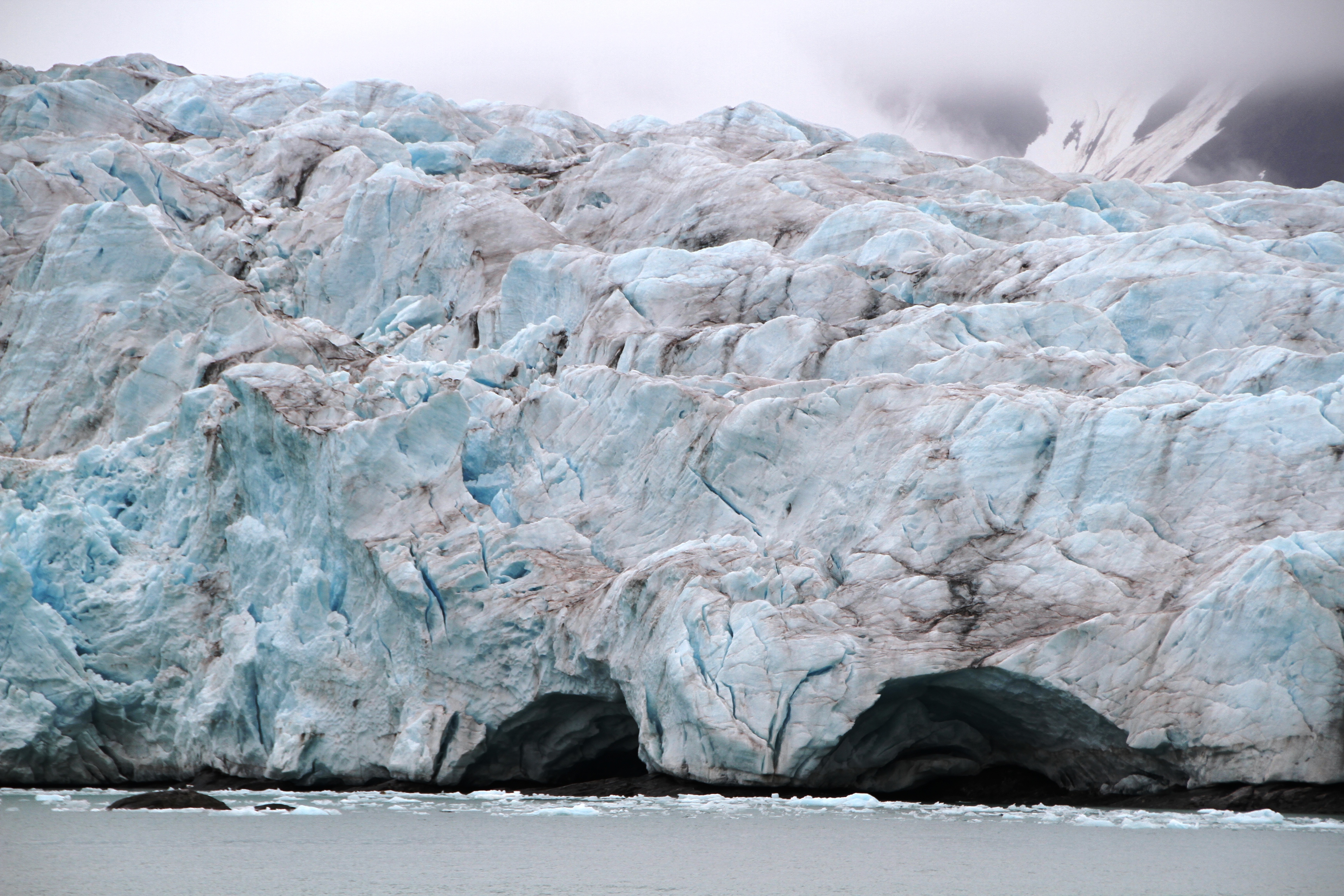
Baia di Adolfbukta

Adolfbukta  (in italiano, Baia di Adolf) è una baia di Spitsbergen, isola delle Svalbard, Norvegia. 
Essa si trova nella parte anteriore del Nordenskiöldbreen nel Billefjord, nella divisione tra Dickson Land e Bünsow Land. 
Adolfbukta deve il suo nome al geologo svedese Adolf Erik Nordenskiöld.